# Puerres
Puerres è un comune della Colombia facente parte del dipartimento di Nariño.
L'abitato venne fondato da Joaquin Gonzales de Posada nel 1825, mentre l'istituzione del comune è del 1881.